# Nguyễn Nho Tông
Nguyễn Nho Tông (chữ Hán: 阮儒宗) là thượng thư thời Lê sơ, đỗ tiến sĩ năm 1478.

## Thân thế
Nguyễn Nho Tông là người làng Vực Đường, huyện Thiên Thi, phủ Khoái Châu (Hưng Yên).

## Sự nghiệp
Ông đỗ đồng tiến sĩ khoa Mậu Tuất niên hiệu Hồng Đức năm 1478. Về sau làm đến chức thượng thư. Khi nhà Mạc giành ngôi nhà Lê sơ, ông không chịu ra làm quan.

## Nhận định
Phan Huy Chú có viết một mục về ông trong phần "Bề tôi tiết nghĩa" tại Lịch triều hiến chương loại chí, phần Nhân vật chí. Theo Phan Huy Chú, do không chịu làm quan nhà Mạc, Nguyễn Nho Tông được khen là có tiết nghĩa.